# Popeștii de Jos (okręg Alba)
Popeștii de Jos – wieś w Rumunii, w okręgu Alba, w gminie Vadu Moților. W 2011 roku liczyła 127 mieszkańców.